# Вест Појнт (Небраска)
Вест Појнт (енгл. West Point) град је у америчкој савезној држави Небраска.

## Демографија
По попису из 2010. године број становника је 3.364, што је 296 (-8,1%) становника мање него 2000. године.
| Група             | 2000.         | 2010.         |
| Белци             | 3.192 (87,2%) | 2.773 (82,4%) |
| Афроамериканци    | 8 (0,2%)      | 10 (0,3%)     |
| Азијати           | 6 (0,2%)      | 10 (0,3%)     |
| Хиспаноамериканци | 440 (12,0%)   | 564 (16,8%)   |
| Укупно            | 3.660         | 3.364         |